# Château du Val d'Arguenon
Ne pas confondre le château du Val d'Arguenon, situé en Saint-Cast-le-Guildo, avec la commune nouvelle du Val-d'Arguenon.
Le château du Val d'Arguenon est un édifice situé à Saint-Cast-le-Guildo, en France.

## Localisation
Le manoir est situé sur le territoire de la commune de Saint-Cast-le-Guildo, rue du Val, dans le département des Côtes-d'Armor, en région Bretagne.

## Description
Le château est construit selon un plan d'ensemble à deux corps en équerre. Corps de logis principal et pavillon à un étage carré et étage de comble. Élévation ordonnancée à travées. Toit couronné d'épis de faîtage. Porte et lucarnes architecturées. Façade postérieure flanquée d'une tour d'escalier couverte d'un toit en pavillon couronné d'un épi de faîtage. Aile en retour d'équerre à un étage carré et comble percé de lucarnes architecturées, intégrant une chapelle couverte d'un toit en pavillon couronné de deux épis de faîtage. Colombier en granite et grès couvert en pierre et ardoise. Conciergerie consistant en une maison à deux corps en équerre sur soubassement, construite en granite. Encadrements des ouvertures et chaînes d'angle appareillés de granite en pierre de taille. Ecurie à l'arrière du château construite en grès et granite.

## Historique
Le château est mentionné dès le XVe siècle, il est reconstruit en 1571 à l'initiative d'Amaury Gouyon, baron de la Moussaye. Charles de Gouyon et sa femme Claude du Chastel y ont séjourné régulièrement et ont accueilli le prince protestant Henri de Condé en 1585 lors de son exil vers Jersey. Le château possédait alors un grand corps de logis flanqué de deux tourelles et une aile ouest conduisant à la chapelle. Seul ce dernier bâtiment a échappé à l'incendie provoqué par le repli des anglais en 1758. La chapelle, achevée vers 1582, a été restaurée au début du XXe siècle. Propriété du marquis du Hallay au XVIIIe siècle, le château du Val devient en 1777 la propriété de Pierre de Châteaubriand. Celui-ci engage alors une campagne de reconstruction achevée vers 1780. Confisqué à la Révolution, dégradé par les casernements de troupes, le château est acheté en 1801 par François-Julien-Michel de la Morvonnais, puis transmis à Hippolyte de la Morvonnais qui le restaure au XIXe siècle. Le colombier date du XVIIe siècle. La conciergerie date du  XIXe et XXe siècles.
Le château est inscrit à l'inventaire général du patrimoine culturel.